# 188

## Nașteri
- 4 aprilie: Caracalla, împărat roman (d. 217)